# رتاپامولین
رتاپامولین(به انگلیسی: Retapamulin) یک آنتی‌بیوتیک موضعی است که توسط گلاکسواسمیت‌کلاین تولید شده‌است. این دارو نخستین آنتی بیوتیک در دسته آنتی‌بیوتیک‌های پلوروموتیلین‌ها است که برای استفاده انسان تأیید شد. به عنوان پماد تحت نام‌های تجاری Altabax و Altargo به بازار عرضه می‌شود. 
رتاپامولین توسط  اداره غذا و دارو ایالات متحده در آوریل ۲۰۰۷ برای درمان عفونت‌های پوستی باکتریایی مانند زرد زخم تایید شد. در ماه مه ۲۰۰۷، رتاپامولین در اتحادیه اروپا از آژانس داروهای اروپایی برای درمان همین نشانه‌ها تأییدیه دریافت کرد. 
آزمایش‌های بالینی اثر بخشی آن در برابر باکتری‌های گرم مثبت خاص از جمله MRSA را نشان داده است.
شایع‌ترین واکنش جانبی گزارش شده، سوزش در محل استفاده است.